# قرية ميدلبورو (نيويورك)
قرية ميدلبورو (بالإنجليزية: Middleburgh (village), New York)‏ هي منطقة سكنية تقع في الولايات المتحدة في مقاطعة شوهاري، نيويورك. يقدر عدد سكانها بـ 1,398 نسمة ومساحتها 3.1 كم2 وترتفع عن سطح البحر 195 متر.

## التركيبة السكانية
حدّد مكتب تعداد الولايات المتحدة بيانات التركيبة السكانية لقرية ميدلبورو في تعداد الولايات المتحدة. في ما يلي، التركيبة السكانية حسب تعدادي 2000 و2010.

### تعداد عام 2000
بلغ عدد سكان قرية ميدلبورو 1,398 نسمة بحسب تعداد عام 2000، وبلغ عدد الأسر 595 أسرة وعدد العائلات 371 عائلة مقيمة في القرية. في حين سجلت الكثافة السكانية 432.8 نسمة لكل كيلومتر مربع (1,120.9/ميل2). وبلغ عدد الوحدات السكنية 667 وحدة بمتوسط كثافة قدره 206.5 لكل كيلومتر مربع (534.8/ميل2).
وتوزع التركيب العرقي للقرية بنسبة 96.78% من البيض و0.29% من الأمريكيين الأفارقة و0.72% من الأمريكيين الأصليين و0.21% من الأمريكيين ذوي الأصول الآسيوية و1.07% من الأعراق الأخرى و0.93% من عرقين مختلطين أو أكثر و2.65% من الهسبانيون أو اللاتينيون من أي عرق.
بلغ عدد الأسر 595 أسرة كانت نسبة 30.6% منها لديها أطفال تحت سن الثامنة عشر تعيش معهم، وبلغت نسبة الأزواج القاطنين مع بعضهم البعض 46.6% من أصل المجموع الكلي للأسر، ونسبة 11.4% من الأسر كان لديها معيلات من الإناث دون وجود شريك، بينما كانت نسبة 4.4% من الأسر لديها معيلون من الذكور دون وجود شريكة وكانت نسبة 37.6% من غير العائلات. تألفت نسبة 34.3% من أصل جميع الأسر من عدة أفراد يعيشون في نفس المنزل ونسبة 16.8% كانت تتألف من شخص يعيش بمفرده يبلغ من العمر 65 عاماً أو أكثر. وبلغ متوسط حجم الأسرة المعيشية 2.33، أما متوسط حجم العائلات فبلغ 2.98.
بلغ العمر الوسطي للسكان 38.9 عاماً. وكانت نسبة 25.3% من القاطنين تحت سن الثامنة عشر، وكانت نسبة 6.4% بين الثامنة عشر والرابعة والعشرين عاماً، ونسبة 26.3% كانت واقعةً في الفئة العمرية ما بين الخامسة والعشرين والرابعة والأربعين عاماً، ونسبة 22.9% كانت ما بين الخامسة والأربعين والرابعة والستين، ونسبة 18.4% كانت ضمن فئة الخامسة والستين عاماً فما فوق. يوجد لكل 100 أنثى 89.9 ذكر، ويوجد لكل 100 أنثى في الثامنة عشر من عمرها فما فوق 83.8 ذكر.
بلغ متوسط دخل الأسرة في القرية 30,583 دولارًا، أما متوسط دخل العائلة فبلغ 44,286 دولارًا. وكان متوسط دخل الذكور 31,438 دولارًا مقابل 25,313 دولارًا للإناث. وسجل دخل الفرد الخاص بالقرية 17,948 دولارًا. وكانت نسبة 12.2% من العائلات ونسبة 17.8% من السكان تحت خط الفقر، وكان من هؤلاء نسبة 27.9% تحت سن الثامنة عشر ونسبة 10.8% في الخامسة والستين من العمر وما فوق.

### تعداد عام 2010
بلغ عدد سكان قرية ميدلبورو 1,500 نسمة بحسب تعداد عام 2010، وبلغ عدد الأسر 681 أسرة وعدد العائلات 391 عائلة مقيمة في القرية. في حين سجلت الكثافة السكانية 464.4 نسمة لكل كيلومتر مربع (1,202.8/ميل2). وبلغ عدد الوحدات السكنية 759 وحدة بمتوسط كثافة قدره 235 لكل كيلومتر مربع (608.6/ميل2).
وتوزع التركيب العرقي للقرية بنسبة 95.73% من البيض و0.47% من الأمريكيين الأفارقة و0.40% من الأمريكيين الأصليين و0.60% من الأمريكيين ذوي الأصول الآسيوية و0.40% من الأعراق الأخرى و2.40% من عرقين مختلطين أو أكثر و2.73% من الهسبانيون أو اللاتينيون من أي عرق.
بلغ عدد الأسر 681 أسرة كانت نسبة 26.6% منها لديها أطفال تحت سن الثامنة عشر تعيش معهم، وبلغت نسبة الأزواج القاطنين مع بعضهم البعض 39.4% من أصل المجموع الكلي للأسر، ونسبة 12.6% من الأسر كان لديها معيلات من الإناث دون وجود شريك، بينما كانت نسبة 5.4% من الأسر لديها معيلون من الذكور دون وجود شريكة وكانت نسبة 42.6% من غير العائلات. تألفت نسبة 35.4% من أصل جميع الأسر من عدة أفراد يعيشون في نفس المنزل ونسبة 14.5% كانت تتألف من شخص يعيش بمفرده يبلغ من العمر 65 عاماً أو أكثر. وبلغ متوسط حجم الأسرة المعيشية 2.17، أما متوسط حجم العائلات فبلغ 2.80.
بلغ العمر الوسطي للسكان 43.0 عاماً. وكانت نسبة 20.2% من القاطنين تحت سن الثامنة عشر، وكانت نسبة 8.2% بين الثامنة عشر والرابعة والعشرين عاماً، ونسبة 24.5% كانت واقعةً في الفئة العمرية ما بين الخامسة والعشرين والرابعة والأربعين عاماً، ونسبة 29.6% كانت ما بين الخامسة والأربعين والرابعة والستين، ونسبة 17.5% كانت ضمن فئة الخامسة والستين عاماً فما فوق. وتوزع التركيب الجنسي للسكان بنسبة 46.2% ذكور و53.8% إناث.